# Рябово (Белозерский район)
Рябово — деревня в Белозерском районе Вологодской области.
Входит в состав Гулинского сельского поселения, с точки зрения административно-территориального деления — в Гулинский сельсовет.
Расстояние по автодороге до районного центра Белозерска — 25 км, до центра муниципального образования деревни Никоновская — 18 км. Ближайшие населённые пункты — Антоново, Кема, Яковлево.
По данным переписи в 2002 году постоянного населения не было.